# Герцог

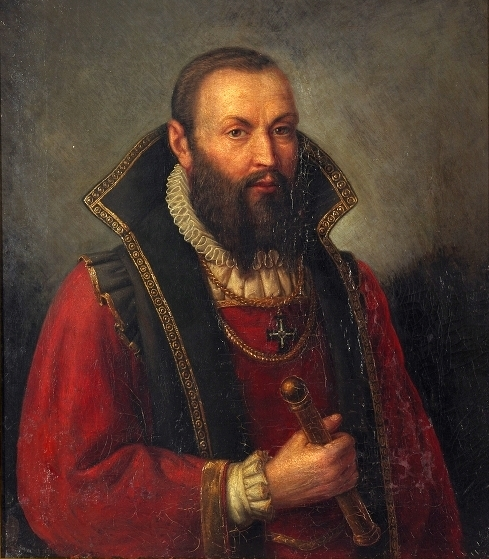
Готтгард Кеттлер, герцог Курляндії і Семигалії

Ге́рцог (нім. Herzog) або дюк (заст. укр. ду́ка, фр. duc, англ. duke, італ. duca) — найвищий аристократичний титул. Вищий слуга короля або імператора. У слов'янських країнах йому за рівнем відповідав титул князя або воєводи (де це не була призначувана посада). Дослівний переклад титулу — воєвода, військовий вождь.

## Історія

### Європа
У давніх германців герцогом називався військовий вождь, що обирався родоплемінною знаттю. У Західній Європі в період раннього середньовіччя це був племінний князь, а в період феодальної роздрібненості — крупний територіальний володар, що займав перше місце після короля у військово-феодальній ієрархії. В ієрархії деяких середньовічних держав Східної і Центральної Європи, зокрема руських князівств, йому приблизно відповідав титул князя (звичайного, не великого).
З утворенням і розширенням Франкської держави німецькі герцоги були перетворені на посадових осіб короля, яким підкорялися правителі окремих областей — графи. Імператор Карл Великий, борючись з племінним сепаратизмом, скасував герцогську владу. Після його смерті вона згодом відродилася в Франції, Італії і Німеччині.
На чолі герцогств, які продовжували зберігати свої етнічні особливості, встали найбільші феодали. Надалі вони перетворилися на найзначніших територіальних володарів.
У Німеччині і Італії зі зростанням політичної роздробленості герцогствами почали називатися багато новоутворених територіальних володінь. У Франції з ліквідацією феодальної роз'єднаності і затвердженням абсолютизму королівської влади слово «дюк» почало позначати вищий дворянський титул. В скандинавських країнах, Англії та Піренейських державах, де не існувало племінних герцогств, титул «герцог» або «дюк» надався представникам вищої знаті, передусім членам королівської родини та споріднених з нею сімейств.
У Англії дюки складають другий розряд принців, наступний безпосередньо за принцами королівської крові, перед маркізами. Австрія для позначення принців і принцес імператорської крові запровадила в 1453 титул «ерцгерцог».
У Німеччині суверенні герцоги з 1844 носили предикат «Seine (Ihre) Hocheit» (Його/Її Високість). Можновладні і медіатизовані імперські князі, що мали субсидіарний (додатковий) титул герцогів (Ліхтенштейни, Шварценберги), як і решта імперських князів, з 1825 мали предикат «Seine (Ihre) Durchlaucht» (Його/Її Світлість). У Англії дюки мають предикат «His Grace The Most High, Noble and Potent Prince» (Його Милість Найвищий, Найблагородніший і Наймогутніший Принц), «Her Grace The Most Noble Duchess» (Її Милість Найблагородніша Дукеса). У Іспанії дюки та їхні спадкоємці, а також гранди Іспанії та їх спадкоємці носять предикат «El Excelentísimo Señor» (Високоповажний Сеньйор). У Італії суверенні дюки з 1630 носили предикат «Sua Altezza» (Його Високість).
Деякі володарі герцогств в Німеччині набули титулу «великого герцога». В наш час такий титул має великий герцог Люксембурзький Генріх з предикатом «Його Королівська Високість».
У пізньоєвропейській історії титул герцога закріплюється, переважно, за членами королівських родин. Окрім герцогських титулів суверенних монархів і титулів алодіального (феодального) походження, існують дворянські титули герцогів, подаровані монархами своїм підданим за королівською прерогативою.
Практика присвоєння нових титулів герцога досі існує в Іспанії, Великій Британії і Бельгії — в останніх двох випадках тільки членам королівських родин як додаткові. Святий Престол після Другого Ватиканського собору припинив практику присвоєння цього дворянського титулу видатним католицьким мирянам. Монархи Нідерландів припинили присвоювати всі види дворянських титулів в 1931 році, а станом на теперішній час спадковий титул герцога в Нідерландах не носить жодна сім'я, і цей титул в Нідерландах вийшов зі вжитку. У Швеції і Норвегії дворянські титули також більше не присвоюються.

### Росія
У царській Росії титул герцога вважався рівнозначним титулу князя. Якийсь час титул «герцога Іжорського» носив Олександр Меншиков. Він є єдиним російським дворянином, що носив титул герцога.

### Японія
Титул герцога (яп. 公爵, こうしゃく, кошяку) в Японії використовувався протягом 1869–1947 років. Особи, які мали цей титул належали до стану титулованої шляхти кадзоку.